# كلاركسبورغ (ماريلند)
كلاركسبورغ (بالإنجليزية: Clarksburg CDP, Maryland)‏ هي منطقة سكنية تقع بولاية ماريلند في الولايات المتحدة. تبلغ مساحتها 25.79 كم2، وترتفع عن سطح البحر 202 م، بلغ عدد سكانها 13,766 نسمة في عام 2010 حسب إحصاء مكتب تعداد الولايات المتحدة وتصل الكثافة السكانية فيها 533.8 نسمة لكل كيلومتر مربع (1,382.5/ميل2).

## التركيبة السكانية
حدّد مكتب تعداد الولايات المتحدة بيانات التركيبة السكانية لكلاركسبورغ في تعداد الولايات المتحدة. في ما يلي، التركيبة السكانية حسب تعدادي 2000 و2010.

### تعداد عام 2000
بلغ عدد سكان كلاركسبورغ 1,834 نسمة بحسب تعداد عام 2000، وبلغ عدد الأسر 604 أسرة وعدد العائلات 498 عائلة مقيمة في المنطقة السكنية. في حين سجلت الكثافة السكانية 71.1 نسمة لكل كيلومتر مربع (184.1/ميل2). وبلغ عدد الوحدات السكنية 619 وحدة بمتوسط كثافة قدره 24 لكل كيلومتر مربع (62.2/ميل2).
وتوزع التركيب العرقي للمنطقة السكنية بنسبة 90.08% من البيض و3.54% من الأمريكيين الأفارقة و4.42% من الأمريكيين ذوي الأصول الآسيوية و1.04% من الأعراق الأخرى و0.93% من عرقين مختلطين أو أكثر و2.73% من الهسبانيون أو اللاتينيون من أي عرق.
بلغ عدد الأسر 604 أسرة كانت نسبة 45% منها لديها أطفال تحت سن الثامنة عشر تعيش معهم، وبلغت نسبة الأزواج القاطنين مع بعضهم البعض 72% من أصل المجموع الكلي للأسر، ونسبة 6.6% من الأسر كان لديها معيلات من الإناث دون وجود شريك، بينما كانت نسبة 3.8% من الأسر لديها معيلون من الذكور دون وجود شريكة وكانت نسبة 17.5% من غير العائلات. تألفت نسبة 13.9% من أصل جميع الأسر من عدة أفراد يعيشون في نفس المنزل ونسبة 4.6% كانت تتألف من شخص يعيش بمفرده يبلغ من العمر 65 عاماً أو أكثر. وبلغ متوسط حجم الأسرة المعيشية 3.04، أما متوسط حجم العائلات فبلغ 3.34.
بلغ العمر الوسطي للسكان 38.5 عاماً. وكانت نسبة 29.3% من القاطنين تحت سن الثامنة عشر، وكانت نسبة 4.8% بين الثامنة عشر والرابعة والعشرين عاماً، ونسبة 29.7% كانت واقعةً في الفئة العمرية ما بين الخامسة والعشرين والرابعة والأربعين عاماً، ونسبة 27.4% كانت ما بين الخامسة والأربعين والرابعة والستين، ونسبة 8.8% كانت ضمن فئة الخامسة والستين عاماً فما فوق. يوجد لكل 100 أنثى 100.2 ذكر، ويوجد لكل 100 أنثى في الثامنة عشر من عمرها فما فوق 103.6 ذكر.
بلغ متوسط دخل الأسرة في المنطقة السكنية 88,419 دولارًا، أما متوسط دخل العائلة فبلغ 91,216 دولارًا. وكان متوسط دخل الذكور 63,125 دولارًا مقابل 42,283 دولارًا للإناث. وسجل دخل الفرد الخاص بالمنطقة السكنية 33,174 دولارًا. وكانت نسبة 3.4% من العائلات ونسبة 4.6% من السكان تحت خط الفقر، وكان من هؤلاء نسبة 6.3% تحت سن الثامنة عشر ونسبة 6.8% في الخامسة والستين من العمر وما فوق.

### تعداد عام 2010
بلغ عدد سكان كلاركسبورغ 13,766 نسمة بحسب تعداد عام 2010، وبلغ عدد الأسر 4,157 أسرة وعدد العائلات 3,608 عائلة مقيمة في المنطقة السكنية. في حين سجلت الكثافة السكانية 533.8 نسمة لكل كيلومتر مربع (1,382.5/ميل2). وبلغ عدد الوحدات السكنية 4,352 وحدة بمتوسط كثافة قدره 168.7 لكل كيلومتر مربع (436.9/ميل2).
وتوزع التركيب العرقي للمنطقة السكنية بنسبة 44.06% من البيض و14.72% من الأمريكيين الأفارقة و0.15% من الأمريكيين الأصليين و33.60% من الأمريكيين ذوي الأصول الآسيوية و0.11% من سكان جزر المحيط الهادئ و3.12% من الأعراق الأخرى و4.24% من عرقين مختلطين أو أكثر و9.79% من الهسبانيون أو اللاتينيون من أي عرق.
بلغ عدد الأسر 4,157 أسرة كانت نسبة 58.6% منها لديها أطفال تحت سن الثامنة عشر تعيش معهم، وبلغت نسبة الأزواج القاطنين مع بعضهم البعض 73.2% من أصل المجموع الكلي للأسر، ونسبة 10.2% من الأسر كان لديها معيلات من الإناث دون وجود شريك، بينما كانت نسبة 3.4% من الأسر لديها معيلون من الذكور دون وجود شريكة وكانت نسبة 13.2% من غير العائلات. تألفت نسبة 9.5% من أصل جميع الأسر من عدة أفراد يعيشون في نفس المنزل ونسبة 1.3% كانت تتألف من شخص يعيش بمفرده يبلغ من العمر 65 عاماً أو أكثر. وبلغ متوسط حجم الأسرة المعيشية 3.31، أما متوسط حجم العائلات فبلغ 3.54.
بلغ العمر الوسطي للسكان 33.9 عاماً. وكانت نسبة 32.7% من القاطنين تحت سن الثامنة عشر، وكانت نسبة 5.5% بين الثامنة عشر والرابعة والعشرين عاماً، ونسبة 34.6% كانت واقعةً في الفئة العمرية ما بين الخامسة والعشرين والرابعة والأربعين عاماً، ونسبة 22.4% كانت ما بين الخامسة والأربعين والرابعة والستين، ونسبة 4.7% كانت ضمن فئة الخامسة والستين عاماً فما فوق. وتوزع التركيب الجنسي للسكان بنسبة 48.6% ذكور و51.4% إناث.